# Наказные и войсковые атаманы Забайкальского казачьего войска
Наказные и войсковые атаманы Забайкальского казачьего войска
Указаны даты нахождения при должности.
1. Генерал-майор Запольский, Павел Иванович — 1851—1855
2. Генерал-майор Корсаков, Михаил Семёнович — 1855—1860
3. Генерал-лейтенант Жуковский, Евгений Михайлович — 1860—1863
4. Генерал-майор Кукель, Болеслав Казимирович — 1863 (временно исполняющий обязанности)
5. Генерал-майор Шелашников, Константин Николаевич — 1863—1864 (временно исполняющий обязанности)
6. Генерал-лейтенант фон Дитмар, Николай Петрович — 1864—1874
7. Генерал-лейтенант Педашенко, Иван Константинович — 1874—1884
8. Генерал-майор Ильяшевич, Лука Иванович — 1880—1884
9. Генерал-майор Барабаш, Яков Фёдорович — 1884—1888
10. Генерал-майор Хорошхин, Михаил Павлович — 1888—1893
11. Генерал-лейтенант Мациевский, Евгений Осипович — 1893—1901
12. Генерал-лейтенант Надаров, Иван Павлович — 1901—1906
13. Генерал-лейтенант Селиванов, Андрей Николаевич — 1906—1910
14. Генерал от инфантерии Эверт, Алексей Ермолаевич — 1912—1914
15. Генерал-лейтенант Кияшко, Андрей Иванович — 1914—1917
16. Генерал-лейтенант Семёнов, Григорий Михайлович — 1919—1921